# Bhaskara I
Bhaskara o Bhaskara I (Saurastra, c. 600 - Ashmaka, c. 680) fue un matemático indio del siglo VII, que fue aparentemente el progenitor en escribir números en el sistema decimal indio-arábigo con un círculo para el cero y que dio una extraordinaria y única aproximación racional de la función seno en su comentario sobre el trabajo de Ariabhata.

## Nombre sánscrito
- bhāskara, en el sistema AITS (alfabeto internacional para la transliteración del sánscrito).[1]
- भास्कर, en escritura devanagari del sánscrito.[1]
- Pronunciación:
  - en sánscrito se pronuncia /bʱäːskəɽə/ (según el AFI) o aprox. "baaskára", como transcripción al español[1]
  - en varios idiomas modernos de la India (como el bengalí, el hindi, el marathi o el pali) se pronuncia /bʱɔʃkɐɽ/ (según el AFI) o /bóshkar/ (según la escritura española).
- Etimología: ‘que hace luz’[1]
  - bhā́s: luz, rayo de luz, brillo
  - kara: ‘que hace’ (está relacionado con la palabra sánscrita karma).

## Biografía
Se sabe poco sobre la vida de Bhaskara. Se supone que nació cerca de Saurastra en Guyarat y murió en Ashmaka (Aśmaka). Su padre le educó en astronomía. Bhaskara está considerado el alumno más importante de la escuela astronómica de Aryabhata (Ariabata).

## Representación de números
La contribución matemática probablemente más importante de Bhaskara trata de la representación de los números en un sistema posicional. Las primeras representaciones posicionales fueron conocidas de astrónomos indios alrededor del año 500. Sin embargo, los números no se escribían en cifras, sino en palabras o alegorías y se organizaban en versos. Por ejemplo, al número 1 se le conocía como luna, ya que solo existe una; el número 2 estaba representado por alas, gemelos u ojos, ya que siempre son parejas; al número 5 se le conocía por los (5) sentidos. Similar a nuestro sistema decimal actual, estas palabras estaban alineadas de manera que cada número asigna el factor de la potencia décima correspondiente a su posición, sólo que en orden inverso: las potencias más altas a la derecha de las potencias más bajas. Por ejemplo,
1052 = alas sentidos vacío luna.
¿Por qué los científicos indios usaron palabras en vez de los ya conocidos números brahmi?
Los textos estaban escritos en sánscrito ―el idioma que los indios creían que hablaban sus dioses―, que tenía un papel similar al latín en Europa. El lenguaje hablado lo formaban dialectos bastante diferentes. Se supone que los números brahmi que se usaban en la vida a diario estaban considerados como demasiado vulgares para los dioses (Ifrah, 2000, pág. 431).
Alrededor del año 510, Ariabhata usó un método diferente (el código Aryabhata) asignando sílabas a los números. Su sistema de numeración tenía la base 100 y no 10 (Ifrah 2000, p. 449).
En su comentario sobre Aryabhatiya (léase aprox. "Ariabatiia") de Aryabhata en el 629, Bhaskara modificó este sistema a un verdadero sistema posicional con base 10,
conteniendo un cero. Usó palabras adecuadas definidas para los números, comenzó con los unos, después los dieces, etc. Por ejemplo, escribió el número 4.320.000 como
| viyat | ambara    | akasha | śunya | yama                             | rama | veda |
| cielo | atmósfera | éter   | vacío | pareja primordial (Yama y Yami). | Rāma | Veda |
| 0     | 0         | 0      | 0     | 2                                | 3    | 4    |

Su sistema es verdaderamente posicional, ya que las mismas palabras que representan por ejemplo el número 4 (como veda), pueden también usarse para representar los valores 40 o 400 (Van der Waerden 1966, p. 90). Muy extraordinariamente, a menudo explica un número dado en este sistema, usando la fórmula ankair api (‘en cifras se lee’), repitiéndolo escrito con los primeros nueve números brahmi, usando un pequeño círculo para el cero (Ifrah 2000, p. 415). Al contrario que su sistema de números con palabras, sin embargo, las cifras están escritas en orden de valor descendente de izquierda a derecha, exactamente a nuestro sistema actual. Por tanto, al menos desde el 629 el sistema decimal es definitivamente conocido para los científicos indios. Se supone que Bhaskara no lo inventó, pero fue el primero en no tener remordimientos en usar los números brahmi en una contribución científica en sánscrito.
No obstante, Brahmagupta, contemporáneo de Bhaskara, fue el primero en calcular con el cero como un número y en usar los números negativos.

## Otras contribuciones

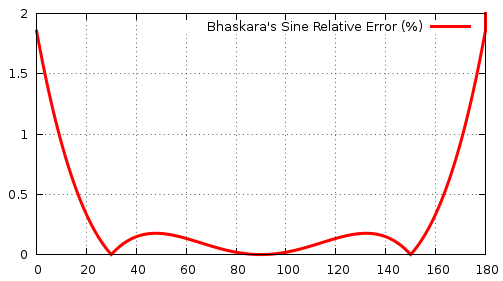
Aproximación al seno según la fórmula de Bhaskara

Bhaskara escribió tres artículos astronómicos. En el año 629 comentó el Ariabhatíia, escrito en versos, sobre astronomía matemática. Los comentarios se referían exactamente a los 33 versos que trataban sobre matemática. Allí consideró ecuaciones variables y fórmulas trigonométricas.
Su trabajo Maja-bhaskaríia se divide en ocho capítulos sobre astronomía matemática. En el capítulo 7, da una notable fórmula de aproximación para el {\displaystyle \operatorname {sen} x}, que es
{\displaystyle \operatorname {sen} x\approx {\frac {16x(\pi -x)}{5\pi ^{2}-4x(\pi -x)}},\qquad (0\leq x\leq {\frac {\pi }{2}})}
que asigna a Ariabhata. Presenta un error relativo de menos del 1,9% (la mayor desviación {\displaystyle {\frac {16}{5\pi }}-1\approx 1.859\%} en {\displaystyle x=0}). Además da relaciones entre el seno y el coseno, así como entre el seno de un ángulo de {\displaystyle >90^{\circ }}, {\displaystyle >180^{\circ }} o {\displaystyle >270^{\circ }} al seno de un ángulo de {\displaystyle <90^{\circ }}.
Partes del Maja-bhaskaríia fueron más tarde traducidas al árabe.
Bhaskara también trabajó en la afirmación: si {\displaystyle p} es un número primo, entonces {\displaystyle 1+(p-1)!} es divisible por {\displaystyle p}. Esta sería demostrada más tarde por Al-Haitham (Alhazen), también mencionado por Leonardo de Pisa (Fibonacci) y es ahora conocida como teorema de Wilson.
Además, Bhaskara declaró teoremas sobre las soluciones de las hoy llamadas ecuaciones de Pell. Por ejemplo, planteó el problema: «Dime, oh matemático, ¿cuál es el cuadrado que multiplicado por ocho se convierte ―junto con la unidad― en un cuadrado?». En notación moderna, preguntó por las soluciones de la ecuación de Pell {\displaystyle 8x^{2}+1=y^{2}}. Tiene la solución simple {\displaystyle x=1}, {\displaystyle y=3}, o acortado {\displaystyle (x,y)=(1,3)}, a partir de las cuales se pueden construir más soluciones, por ejemplo, {\displaystyle (x,y)=(6,17)}.